# Мъченици от Цирикова църква
Мъчениците от Цирикова църква са изкланите от турците в църквата на връх Цирикова църква (1738,4 м) до село Забърдо в Родопите българи християни, отказали да сменят вярата си. Костите на мъчениците са закопани на дъното на урвата под върха. Канонизацията им е народна от XVII век. Паметта им се отбелязва на Свети Дух (Петдесетница), 51-вият ден след Възкресение Христово.[източник? (Поискан днес)]
На 2,5 км от Чудните мостове при село Забърдо се намира Цирикова църква. В местността, наречена по-късно Кабата, сред широката поляна до средата на XVII век имало църквица, където хората се черкували. По време на помохамеданчванията там, точно на неделната служба се появил турският главатар Дели Софта с голяма орда еничари. Заобиколил църквата, докато вътре били жителите на Старо село. Твърдите във вярата били вкарани в черквата, където турците един по един изклали всички заедно с малките деца. Църквата се огласила от викове и писъци, които се чули в цялата планина. Отрязаните глави на българите били хвърлени в околните урви от високи скали и долу и в малката пещера столетия се намирали черепи и кости на мъчениците, зарити в пръстта. От тези именно писъци и плач („цирикане“) по време на клането разрушената от поробителя църква и върхът получили името си.

## Памет
Дълго време там имало малко параклисче, което посочвало мястото на кръвнината и служило като паметник. През 1946 г. параклисът на върха е разширен и превърнат от родопчаните в неголяма църква, посветена на Свети Дух в памет на душите на жертвите, изклани при потурчването.